# Kyle Langford
Kyle Langford (ur. 2 lutego 1996) – brytyjski lekkoatleta specjalizujący się w biegu na 800 metrów.
W 2013 zdobył brązowy medal mistrzostw świata juniorów młodszych. Ósmy zawodnik juniorskich mistrzostw świata w Eugene (2014). W 2015 został mistrzem Europy juniorów.
Uczestnik klubowego pucharu Europy juniorów.
Rekord życiowy: stadion – 1:44,61 (18 czerwca 2022, Pfungstadt); hala – 1:46,43 (3 lutego 2018, Nowy Jork).

## Osiągnięcia
| Rok  | Impreza                               | Miejsce    | Pozycja    | Wynik   | Reprezentacja |
| ---- | ------------------------------------- | ---------- | ---------- | ------- | ------------- |
| 2013 | Mistrzostwa świata juniorów młodszych | Donieck    | 3. miejsce | 1:48,32 | GBR           |
| 2014 | Mistrzostwa świata juniorów           | Eugene     | 8. miejsce | 1:55,21 | GBR           |
| 2015 | Mistrzostwa Europy juniorów           | Eskilstuna | 1. miejsce | 1:48,99 | GBR           |
| 2015 | Mistrzostwa świata                    | Pekin      | eliminacje | 1:49,78 | GBR           |
| 2017 | Halowe mistrzostwa Europy             | Belgrad    | półfinał   | 1:49,23 | GBR           |
| 2018 | Igrzyska Wspólnoty Narodów            | Gold Coast | 2. miejsce | 1:45,16 | ENG           |
| 2019 | Mecz Europa – USA                     | Mińsk      | 7. miejsce | 1:47,85 | EUR           |
| 2019 | Mistrzostwa świata                    | Doha       | półfinał   | 1:46,41 | GBR           |
| 2022 | Mistrzostwa świata                    | Eugene     | półfinał   | 1:45,91 | GBR           |